# والتر راميريز
والتر راميريز (بالإسبانية: Walter Ramírez)‏ (7 نوفمبر 1983 في هندوراس - ) هو مدرب كرة قدم ولاعب كرة قدم هندوراسي في مركز الوسط. لعب مع Tampa Bay Rowdies ‏ وسان أنتونيو سكوربيونز ونادي بيدا وإندي إليفن وFort Lauderdale Strikers (2006–2016) ‏.

## وصلات خارجية
- والتر راميريز على موقع قاعدة بيانات كرة القدم.إي يو (الإنجليزية)
- والتر راميريز على موقع Soccerway.com (الإنجليزية)